# 道格·汉密尔顿
道格·汉密尔顿（英語：Doug Hamilton，1958年8月19日—），加拿大男子赛艇运动员。他曾代表加拿大参加1984年和1988年夏季奥林匹克运动会赛艇比赛，其中1984年奥运会获得一枚铜牌。